# Cumeré
Cumeré – miasto w Gwinei Bissau, w regionie Oio.